# Armand Magnin

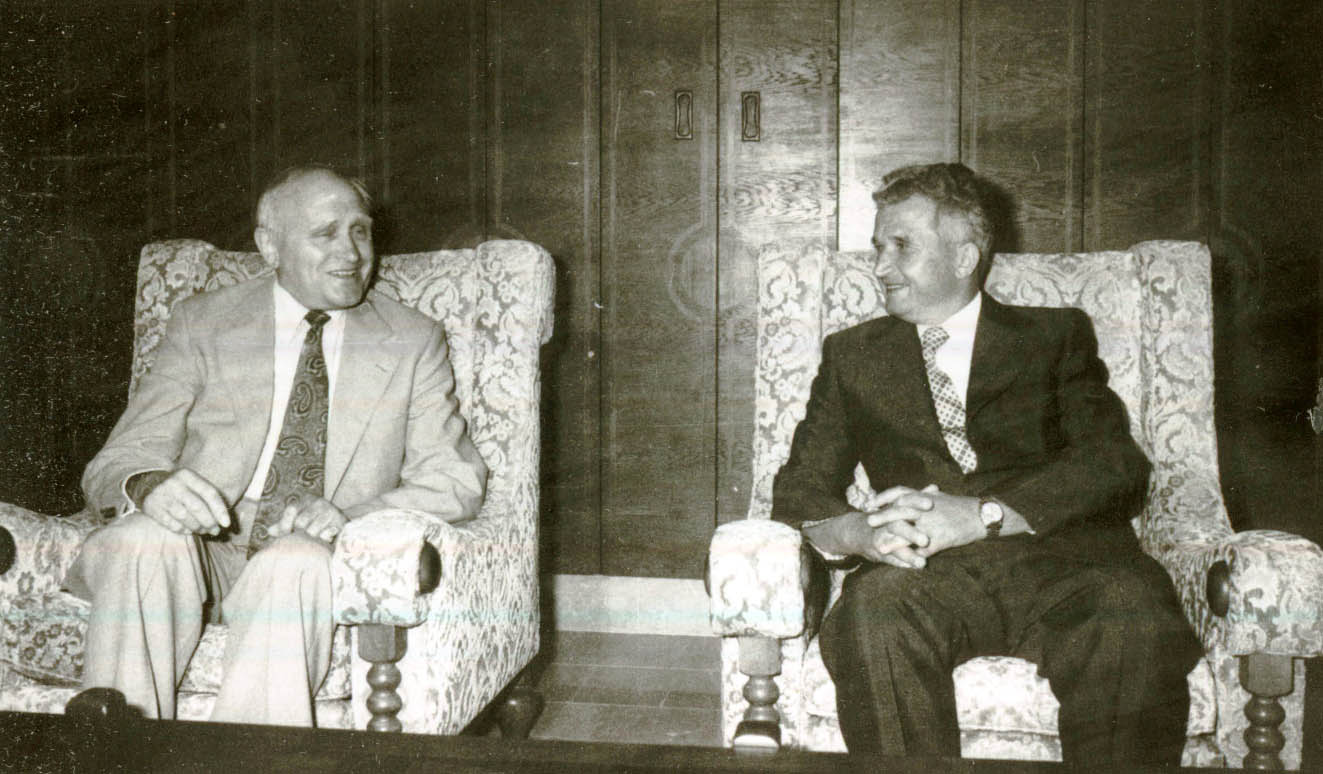
Armand Magnin mit Nicolae Ceaușescu, 1978

Armand Magnin (* 7. Februar 1920 in Hauteville; † 29. September 2011 in Carouge; heimatberechtigt in Hauteville) war ein Schweizer Politiker (PdA).

## Biografie
Magnin kam 1931 mit seiner Familie nach Genf und trat im Jahr 1937 als Dreher in die Armaturenfabrik Similor ein, wo er eine Arbeiterkommission gründete. Er präsidierte von 1948 bis 1954 die Metallarbeitersektion des Schweizerischen Metall- und Uhrenarbeiterverbands (Smuv) und arbeitete ab 1954 als Redaktor bei der kommunistischen Zeitschrift La Voix ouvrière.
Von 1951 bis 1969 hatte Magnin Einsitz im Gemeinderat von Carouge und war von 1945 bis 1991 im Grossen Rat des Kantons Genf. 1984 rückte er für den zurückgetretenen Roger Dafflon in den Nationalrat nach, wo er bis 1987 Einsitz hatte. Als Generalsekretär der PdA war er ab 1970 auf kantonaler, von 1978 bis 1987 auf nationaler Ebene tätig.